# Влад II Дракул
Влад II Дракул (рум. Vlad Dracul) (близько 1390–1447) — господар Волощини 1436-1447 з династії Басарабів. Позашлюбний син господаря Мірча I Старого. Згодом господарями стало четверо його синів — Мірча ІІ, Влад III Дракула, Раду ІІІ Вродливий і позашлюбний Влад IV Чернець.

## Біографія
Був відправлений батьком до Буди заручником. Біля 1422 перебрався до королівства Польщі, згодом до двору Мурада II. Імовірно, брав участь 1422 року в облозі Константинополя. Повернувся до двору Сигізмунда I Люксембурга і з приблизно 1430 року у Сігішоара займався обороною південних кордонів Трансильванії. Сигізмунд І 1431 року коронував Влада у Нюрнбергу господарем Волощини і посвятив у лицарі ордену Дракона, через що від його назви Societas Draconis отримав прізвисько Дракон (Дракул). З 1436 у Сігішоарі за привілеєм Сигізмунда І відкрив монетний двір. Імовірно, у вересні 1436 після смерті Олександра I Алдя за підтримки Сигізмунда І перейшов Карпати і посів трон. 20 січня 1437 відмовився визнавати зверхність султана, але зі смертю у грудні 1437 Сигізмунда І втратив підтримку і визнав зверхність султана. Допомагав 1438 Мураду II у поході до Трансильванії. 22 березня 1442 через Волощину пройшло 20-тисячне військо Бей-Мезіда. У липні 1442 Влад ІІ повіз данину султану і був ув'язнений за звинуваченням у зраді. Престол посів його син Мірча ІІ. Тим часом у липні 1442 біля Залізних Воріт Янош Гуняді втретє розбив османське військо Бей-Мезіда, що відступало до Волощини. За ним Гуняді перейшов кордон Валахії з претендентом на трон Басарабом ІІ, який до грудня остаточно зайняв трон, прогнавши Мірчу ІІ. Через орієнтацію Басараба ІІ на Угорське королівство султан вирішив звільнити Влада ІІ. За це він залишив при дворі султана своїх синів — Влада і Раду. У березні 1443 за підтримки турків, сина Мірчу ІІ Влад ІІ Дракул посів трон. Він намагався зайняти нейтральну позицію в угорсько-османських війнах. Угорці вимагали його дотримати клятву по боротьбі з османами, як лицарю Ордену Дракона, угорського васала. Євгеній IV звільнив Влада ІІ від клятви за обіцянки надіслати Мірчу ІІ. Позицію господаря пояснювали перебуванням двох синів при дворі султана. Влад ІІ не брав участі у першому хрестовому поході і за мирною угодою від 12 червня 1444 визнавався ленником султана. У наступному поході хрестоносців намагався відмовити Владислава III від продовження походу, хоча направив для підтримки сина Мірчу з 6-тисячним загоном. При відступі хрестоносців після поразки під Варною полонив Яноша Гуняді. Причиною цього вважали розбій війська Гуняді у Волощині, наклеп перед Владиславом ІІІ. Гуняді був звільнений після сплати викупу і допоміг 1445 Владу захопити Джурджу, відбити 1446 похід османів. Однак Гуняді підтримав боярську опозицію, яка підняла повстання і посадила на престол Владислава ІІ Дана. Влада ІІ Дракула при втечі у грудні 1447 полонили бояри і вбили, піддавши тортурам біля монастиря у Белтені. Син Мірчу ІІ загинув неподалік при Тирговіште. Згодом за їхню смерть боярам і Владиславу ІІ Дану помстився син Влад III Дракула.